# Narrative Therapie
Die Narrative Therapie nutzt die Erkenntnisse und Methoden der Narrativen Psychologie, um den Klienten zu helfen, durch das Erzählen ihrer biographischen Geschichte ihr Leben besser zu verstehen und neu zu bewerten, ihm einen Sinn zu geben (Sinnfindung), durch Erzählen einer neuen, anderen Geschichte das Leben zu verändern und eine neue Lebensperspektive zu finden. Ziele sind: die Fähigkeit, die Zusammenhänge des Lebens besser oder neu zu verstehen, neue Ressourcen zu entdecken, die Überzeugung, das eigene Leben gestalten zu können, zu stärken und den Glauben an den Sinn des Lebens wiederzugewinnen, was eng verwandt ist mit dem Konzept der „Kohärenz“ (das am treffendsten durch die englischen Begriffe Comprehensibility – Manageability – Meaningfulness kurz charakterisiert ist) in der Salutogenese.
Die narrative Therapie erhielt wesentliche Impulse aus der Systemischen Familientherapie, in Kombination mit dem Konstruktivismus. Der Konstruktivismus lehrt, der Mensch „konstruiere“ seine eigene Wirklichkeit durch die Bedeutung, die er seinen Erfahrungen beimisst – oder eben: durch die Geschichten, die er über sich erzählt, denn diese Lebensgeschichten bestimmen entscheidend seine Identität und sein Selbstkonzept (s. a. Autobiographisches Gedächtnis).
In der narrativen Therapie mit Paaren lernen die Partner die Geschichte des jeweils anderen zu verstehen und miteinander eine gemeinsame lebenswerte Paar-Geschichte zu finden.

## Begriffsklärung
Spezifische Verfahren
- Narrative Therapie nach Michael White und David Epston
- Narrative Expositionstherapie (NET) ist eine therapeutische Methode für traumatisierte Kinder und Erwachsene.

Verwandte Methoden
- Biographiearbeit
- Lebensrückblickstherapie